# Жан Комарофф
Жан Комарофф (22 липня 1946 , Единбург ) — професорка афро- та афроамериканських досліджень й антропології, стипендіат Оппенгеймера з африканських досліджень у Гарвардському університеті, експерт з питань впливу колоніалізму на життя людей у Південній Африці, професор антропології та соціальних наук у Чиказькому університеті Бернарда Е. та Еллен К. Санні та почесний професор антропології Університету Кейптауна (до 2012 року).

## Життєпис
Жан Комарофф здобула ступінь бакалавра в 1966 році в Університеті Кейптауна та отримала ступінь доктора філософії у 1974 році, закінчивши Лондонську школи економіки. Вона працює викладачкою університету з 1978 року
У співпраці зі своїм чоловіком Джоном Комароффом, а також самостійно, Жан багато писала про колоніалізм і гегемонію на основі польових досліджень, проведених у Південній Африці та Великій Британії. У лютому 2022 року було подано позов проти Гарвардського університету за позицію ігнорування повідомлень про сексуальні домагання до студентів з боку її чоловіка Джона Комароффа, стверджуючи, що Жан Комарофф сприяла такій поведінці її чоловіка. У ньому також стверджувалося, що Жан одного разу сказала, що жінки повинні «тримати удар», а не повідомляти про сексуальні домагання.
Жан Комарофф також є членом редакційного колективу журналу "Громадська культура". Важливою нещодавньою книгою, яку вона написала разом з Джоном Комароффом, є «Теорія з Півдня», яка, серед іншого, охоплює «як Євро-Америка розвивається до Африки».

## Особисте життя
Жан Комарофф народилася 1946 року в Единбурзі в Шотландії, незабаром після Другої світової війни. Її батько південноафриканський лікар (єврейського походження), приєднався до медичного корпусу британської армії під час навчання за кордоном на спеціалізацію з акушерства та гінекології. Її мати була наверненою до юдаїзму, але народжена в лютеранській німецькій родині, яка емігрувала до Південної Африки наприкінці ХІХ століття. Батьки Жан Комарофф повернулися до Південної Африки, коли їй було десять місяців, оселившись у дуже відокремленому промисловому містечку Порт-Елізабет. Хоча сім'я підтримувала місцеві політичні заворушення, її батько залишався невідомим через посаду керівника місцевої клініки. Її мати була залучена до громадської роботи, зокрема керувала їдальнею та опікувалася вечірніми школами, а також працювала з літньою єврейською громадою.
Наприкінці 1960-х років Жан та її чоловік, антрополог Джон Комарофф переїхали до Великої Британії, щоб отримати ступінь доктора філософії з антропології. І Жан, і Джон Комарофф були викладачами Чиказького університету з 1979 по 2012 рік

## Особисті цитати
«Чарівним є те, що антропологія є антигегемоністською у багатьох питаннях, які вона ставить, і в багатьох місцях знаходиться під загрозою. Але ідеї, вироблені в рамках антропології, все ще генерують далеко за межами дисципліни». листопад 2008 року

## Публікації
- 1985 — Body of Power, Spirit of Resistance: The Culture and History of a South African People. Chicago: University of Chicago Press.
- 2007 — Beyond the Politics of Bare Life: AIDS and the Global Order. Public Culture, 19(1): 197—219.

## Нагороди та відзнаки
- Премія Гордона Лейнга, найкраща книга викладача, видана Університетом Чикаго [з Джоном Л. Комароффом]
- Премія Гаррі Дж. Калвена-молодшого за розвиток досліджень у сфері права та суспільства.
- Золота медаль Андерса Реціуса від Шведського товариства антропології та географії.
- Нагорода за найкращий спеціальний випуск, Рада редакторів наукових журналів за «Тисячолітній капіталізм і культура неолібералізму». (Громадська культура 12).

## Спільні публікації (з Джоном Комароффом)
- 1991 — «Одкровення та революція», том I: християнство, колоніалізм і свідомість у Південній Африці. Чикаго: University of Chicago Press.
- 1992 — Етнографія та історична уява. Боулдер: Westview Press.
- 1997 — «Откровення та революція», том II: Діалектика сучасності на південноафриканському кордоні. Чикаго: University of Chicago Press .
- 2000 — Тисячолітній капіталізм: перші думки про друге пришестя. Громадська культура, 12(2): 291—343.
- 2006 — Закон і безлад у постколонії (ред.) Видавництво Чиказького університету .
- 2006 — Портрети етнографа як юнака: фотографія Ісаака Шапера у «Старій Ботсвані». Антропологія сьогодні. 22(1):10-17.
- 2007 — Зображення колоніального минулого: африканські фотографії Ісаака Шапера. (ред. з Д. А. Джеймсом) Університет Чикаго Press .
- 2009 — Ethnicity, Inc. (Chicago Studies in Practices of Meaning), University Of Chicago Press (15 липня 2009 р.)
- 2009 — Dixit: Violencia y ley en la poscolonia: una reflexión sobre las complicidades Norte-Sur, Буенос-Айрес і Мадрид, Katz Barpal Editores,ISBN 978-84-96859-56-2 (En coedición con el Centro de Cultura Contemporánea de Barcelona)
- 2011 — «Двадцять років після Revelation and Revolution: An Interview with Jean Comaroff», Social Sciences and Missions (Leiden: Brill), vol.24(2-3), pp. 148–170
- 2012 — Теорія з Півдня: або, як Євро-Америка розвивається до Африки (Радикальна уява). [Видавці парадигми].